# Nazionale maschile under 19 di football americano del Messico
La Nazionale di football americano Under-19 del Messico è la selezione maschile di football americano della Federazione Messicana di Football Americano, che rappresenta il Messico nelle varie competizioni ufficiali o amichevoli riservate a squadre nazionali Under-19.

## Risultati
Legenda: Grassetto: Risultato migliore, Corsivo: Mancate partecipazioni

## Dettaglio stagioni

### Tornei

#### NFL-GJC
| Stagione | regular season | regular season | regular season | regular season | regular season | regular season | playoff | playoff | playoff | playoff | playoff | playoff       | playoff    |
|          | Vin            | Par            | Per            | Tot            | PF             | PS             | Vin     | Per     | Tot     | PF      | PS      | risultato     | avversaria |
| -------- | -------------- | -------------- | -------------- | -------------- | -------------- | -------------- | ------- | ------- | ------- | ------- | ------- | ------------- | ---------- |
| 1997     | -              | -              | -              | -              | -              | -              | 1       | 0       | 1       | 30      | 6       | Campioni      | Europa     |
| 1998     | -              | -              | -              | -              | -              | -              | 1       | 0       | 1       | 13      | 12      | Campioni      | Europa     |
| 1999     | -              | -              | -              | -              | -              | -              | 0       | 1       | 1       | 8       | 29      | Secondo posto | Europa     |
| 2003     | 1              | 0              | 3              | 4              | 28             | 35             | 2       | 0       | 2       | 31      | 12      | Terzo posto   | Europa     |
| 2004     | 2              | 0              | 2              | 4              | 13             | 16             | 2       | 0       | 2       | 62      | 0       | Terzo posto   | Giappone   |
| 2005     | 2              | 0              | 2              | 4              | 15             | 27             | 2       | 0       | 2       | 63      | 14      | Terzo posto   | Francia    |
| 2006     | 2              | 0              | 2              | 4              | 42             | 16             | 1       | 1       | 2       | 35      | 8       | Quarto posto  | Giappone   |
| 2007     | 1              | 0              | 1              | 2              | 6              | 16             | 0       | 1       | 1       | 27      | 42      | Terzo posto   | Giappone   |
| Totale   | 8              | 0              | 10             | 18             | 104            | 110            | 9       | 3       | 12      | 269     | 123     |               |            |

Fonte: americanfootballitalia.com

#### Mondiali

##### Fase finale
| Stagione | regular season | regular season | regular season | regular season | regular season | regular season | playoff | playoff | playoff | playoff | playoff | playoff       | playoff    |
|          | Vin            | Par            | Per            | Tot            | PF             | PS             | Vin     | Per     | Tot     | PF      | PS      | risultato     | avversaria |
| -------- | -------------- | -------------- | -------------- | -------------- | -------------- | -------------- | ------- | ------- | ------- | ------- | ------- | ------------- | ---------- |
| 2009     | -              | -              | -              | -              | -              | -              | 1       | 2       | 3       | 68      | 97      | Quarto posto  | Giappone   |
| 2014     | 1              | 1              | 1              | 3              | 73             | 80             | 1       | 0       | 1       | 31      | 30      | Terzo posto   | Austria    |
| 2016     | 1              | 0              | 1              | 2              | 62             | 37             | 1       | 1       | 2       | 45      | 35      | Terzo posto   | Austria    |
| 2016     | 2              | 0              | 0              | 2              | 67             | 20             | 0       | 1       | 1       | 7       | 13      | Secondo posto | Canada     |
| Totale   | 4              | 1              | 2              | 9              | 202            | 137            | 3       | 4       | 7       | 151     | 175     |               |            |

Fonte: americanfootballitalia.com

##### Qualificazioni
| Stagione | regular season | regular season | regular season | regular season | regular season | regular season | playoff | playoff | playoff | playoff | playoff | playoff   | playoff    |
|          | Vin            | Par            | Per            | Tot            | PF             | PS             | Vin     | Per     | Tot     | PF      | PS      | risultato | avversaria |
| -------- | -------------- | -------------- | -------------- | -------------- | -------------- | -------------- | ------- | ------- | ------- | ------- | ------- | --------- | ---------- |
| 2009     | -              | -              | -              | -              | -              | -              | 1       | 0       | 1       | 26      | 0       |           | Panama     |
| 2014     | -              | -              | -              | -              | -              | -              | 1       | 0       | 1       | ?       | ?       |           | Panama     |
| Totale   | -              | -              | -              | -              | -              | -              | 2       | 0       | 2       | 26+?    | 0+?     |           |            |

Fonte: americanfootballitalia.com

### Riepilogo partite disputate
| Anno           | Luogo             | Evento   | Fase del torneo       | Incontro              | Risultato |
| 1997           | New Orleans       | NFL-GJC  | Finale                | Messico - Europa      | 30 - 6    |
| 1998           | Chula Vista       | NFL-GJC  | Finale                | Messico - Europa      | 13 - 12   |
| 1999           | Fort Lauderdale   | NFL-GJC  | Finale                | Europa - Messico      | 29 - 8    |
| 2003           | San Diego         | NFL-GJC  | Girone                | Giappone - Messico    | 0 - 14    |
| 2003           | San Diego         | NFL-GJC  | Girone                | Messico - Europa      | 7 - 12    |
| 2003           | San Diego         | NFL-GJC  | Girone                | Canada - Messico      | 14 - 0    |
| 2003           | San Diego         | NFL-GJC  | Girone                | Messico - Stati Uniti | 7 - 9     |
| 2003           | San Diego         | NFL-GJC  | Playoff 3º - 5º posto | Giappone - Messico    | 7 - 21    |
| 2003           | San Diego         | NFL-GJC  | Playoff 3º - 5º posto | Messico - Europa      | 10 - 5    |
| 2004           | Houston           | NFL-GJC  | Girone                | Messico - Russia      | 7 - 0     |
| 2004           | Houston           | NFL-GJC  | Girone                | Messico - Giappone    | 6 - 0     |
| 2004           | Houston           | NFL-GJC  | Girone                | Canada - Messico      | 14 - 0    |
| 2004           | Houston           | NFL-GJC  | Girone                | Stati Uniti - Messico | 2 - 0     |
| 2004           | Houston           | NFL-GJC  | Playoff 3º - 5º posto | Messico - Russia      | 28 - 0    |
| 2004           | Houston           | NFL-GJC  | Playoff 3º - 5º posto | Messico - Giappone    | 34 - 0    |
| 2005           | Jacksonville      | NFL-GJC  | Girone                | Francia - Messico     | 0 - 12    |
| 2005           | Jacksonville      | NFL-GJC  | Girone                | Messico - Giappone    | 3 - 0     |
| 2005           | Jacksonville      | NFL-GJC  | Girone                | Messico - Canada      | 0 - 6     |
| 2005           | Jacksonville      | NFL-GJC  | Girone                | Stati Uniti - Messico | 21 - 0    |
| 2005           | Jacksonville      | NFL-GJC  | Playoff 3º - 5º posto | Messico - Giappone    | 21 - 14   |
| 2005           | Jacksonville      | NFL-GJC  | Playoff 3º - 5º posto | Messico - Francia     | 42 - 0    |
| 2006           | Detroit           | NFL-GJC  | Girone                | Messico - Germania    | 28 - 0    |
| 2006           | Detroit           | NFL-GJC  | Girone                | Canada - Messico      | 13 - 0    |
| 2006           | Detroit           | NFL-GJC  | Girone                | Messico - Giappone    | 14 - 0    |
| 2006           | Detroit           | NFL-GJC  | Girone                | Stati Uniti - Messico | 3 - 0     |
| 2006           | Detroit           | NFL-GJC  | Playoff 3º - 5º posto | Messico - Germania    | 28 - 0    |
| 2006           | Detroit           | NFL-GJC  | Playoff 3º - 5º posto | Giappone - Messico    | 8 - 7     |
| 2007           | Fort Lauderdale   | NFL-GJC  | Girone                | Messico - Panama      | 6 - 0     |
| 2007           | Fort Lauderdale   | NFL-GJC  | Girone                | Stati Uniti - Messico | 16 - 0    |
| 2007           | Fort Lauderdale   | NFL-GJC  | Finale 3º - 4º posto  | Giappone - Messico    | 17 - 25   |
| 2009           | Città del Messico | Mondiale | Qualificazioni        | Messico - Panama      | 26 - 0    |
| 2009           | Canton            | Mondiale | Quarti di finale      | Messico - Svezia      | 41 - 0    |
| 2009           | Canton            | Mondiale | Semifinale            | Messico - Stati Uniti | 0 - 55    |
| 2009           | Canton            | Mondiale | Finale 3º - 4º posto  | Giappone - Messico    | 42 - 27   |
| 2014           | ?                 | Mondiale | Qualificazioni        | Messico - Panama      | v - p     |
| 2014           | Madinat al-Kuwait | Mondiale | Girone                | Messico - Stati Uniti | 14 - 49   |
| 2014           | Madinat al-Kuwait | Mondiale | Girone                | Messico - Giappone    | 24 - 24   |
| 2014           | Madinat al-Kuwait | Mondiale | Girone                | Messico - Germania    | 35 - 7    |
| 2014           | Madinat al-Kuwait | Mondiale | Finale 3º - 4º posto  | Messico - Austria     | 31 - 30   |
| 2016           | Harbin            | Mondiale | Girone                | Messico - Canada      | 16 - 30   |
| 2016           | Harbin            | Mondiale | Girone                | Austria - Messico     | 7 - 46    |
| 2016           | Harbin            | Mondiale | Semifinale            | Messico - Canada      | 21 - 28   |
| 2016           | Harbin            | Mondiale | Finale 3º - 4º posto  | Giappone - Messico    | 7 - 24    |
| 14 luglio 2018 | Città del Messico | Mondiale | Girone                | Messico - Giappone    | 31 - 14   |
| 18 luglio 2018 | Città del Messico | Mondiale | Girone                | Messico - Stati Uniti | 33 - 6    |
| 22 luglio 2018 | Città del Messico | Mondiale | Finale                | Canada - Messico      | 13 - 7    |

## Confronti con le altre Nazionali
Questi sono i saldi del Messico nei confronti delle Nazionali incontrate.

### Saldo positivo
| Nazionale | Giocate | Vinte | Pareggiate | Perse | PF   | PS  | Ultima vittoria | Ultimo pari | Ultima sconfitta |
| --------- | ------- | ----- | ---------- | ----- | ---- | --- | --------------- | ----------- | ---------------- |
| Giappone  | 13      | 10    | 1          | 2     | 251  | 132 | 2018            | 2014        | 2009             |
| Germania  | 3       | 3     | 0          | 0     | 91   | 7   | 2014            | -           | -                |
| Francia   | 2       | 2     | 0          | 0     | 54   | 0   | 2005            | -           | -                |
| Svezia    | 1       | 1     | 0          | 0     | 41   | 0   | 2009            | -           | -                |
| Austria   | 2       | 2     | 0          | 0     | 77   | 37  | 2016            | -           | -                |
| Russia    | 2       | 2     | 0          | 0     | 35   | 0   | 2004            | -           | -                |
| Panama    | 3       | 3     | 0          | 0     | 32+? | 0+? | 2014            | -           | -                |
| Europa†   | 5       | 3     | 0          | 2     | 63   | 69  | 2003            | -           | 2003             |

### Saldo negativo
| Nazionale   | Giocate | Vinte | Pareggiate | Perse | PF | PS  | Ultima vittoria | Ultimo pari | Ultima sconfitta |
| ----------- | ------- | ----- | ---------- | ----- | -- | --- | --------------- | ----------- | ---------------- |
| Canada      | 3       | 0     | 0          | 3     | 44 | 118 | -               | -           | 2018             |
| Stati Uniti | 8       | 1     | 0          | 7     | 54 | 161 | 2018            | -           | 2014             |